# Пархомовский историко-художественный музей
Пархомовский художественный музей им. А. Ф. Лунева — художественный музей в селе Пархомовка Краснокутского района Харьковской области; один из лучших сельских музеев Украины, обладающий уникальной коллекцией предметов искусства.
Заведение является автономным отделом Харьковского художественного музея. Его коллекция насчитывает около трёх тысяч экспонатов основного фонда и состоит из уникальных произведений живописи, графики, скульптуры, декоративно-прикладного искусства, ценных материалов археологии и этнографии.
На сегодняшний день Пархомовский художественный музей располагается в бывшей графской усадьбе Подгоричани.

## История
Музей основан в 1955 году по инициативе учителя истории, поклонника старинной культуры и искусства Афанасия Фёдоровича Лунёва. Вначале музей существовал как народный при Пархомовской средней школе.
Личная коллекция образцов изобразительного искусства, которую Лунёв передал музею, стала основой первой экспозиции. Ближайшими помощниками Афанасия Фёдоровича были его ученики, которых он объединил вначале в кружок «Юный историк», а позднее — в историко-искусствоведческий клуб «Радуга». Они проводили поисковые работы в Пархомовке и соседних сёлах района, где обнаружили картины, иконы, старинную одежду, вышивки, монеты, медали, предметы быта.
Школьный музей поддержали харьковские художники, подарившие в первые годы его существования около 50 произведений. Длительное время ему помогали Государственный музей изобразительных искусств имени А. С. Пушкина, Эрмитаж, Союз художников СССР. Сельский музей установил тесные связи с Русским музеем в Ленинграде, Третьяковской галереей, Объединением музеев Московского кремля. Практическую и методическую помощь оказывали Харьковский художественный музей и Харьковский исторический музей имени Н. Ф. Сумцова.
Много лет сельский музей поддерживал тесные отношения с известными мастерами изобразительного искусства — Сергеем Конёнковым, Владимиром Фаворским, Николаем Ромадиным, Евгением Вучетичем, Борисом Неменским, Иваном Ижакевичем и многими другими.
Со временем Пархомовский сельский историко-художественный музей превратился в своеобразный культурно-просветительный центр. Уже в 1960-х годах он становится известным далеко за пределами Украины. Многолетняя дружба связывает Пархомовский музей с Дрезденской картинной галереей, берлинским Музеем Боде, неоднократно приглашавшими к себе «радужан» для знакомства с шедеврами мирового искусства.
Более 30 лет музей существовал на общественных началах. Лишь в 1986 он получил статус государственного культурно-просветительного учреждения и стал автономным отделом Харьковского художественного музея.

## Экспозиция и коллекции музея

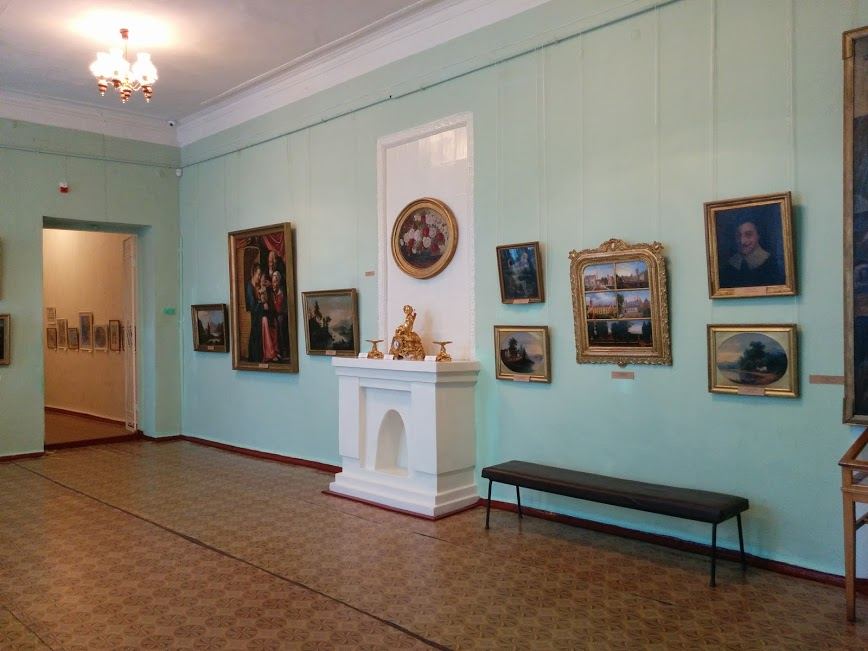
Один из музейных залов

Экспозиция музея размещена в 12 залах и включает отделы: иконописи, отечественного искусства XVIII—ХХ веков, современного отечественного искусства, зарубежного искусства, декоративно-прикладного искусства, археологии и истории края.
Пархомовский музей обладает уникальным собранием станковой живописи и графики Украины и России XVIII-XX веков. Также в экспозиции присутствуют старинные иконы, работы выдающихся украинских и русских художников — Ильи Репина, Ивана Айвазовского, Тараса Шевченко, Ивана Шишкина, Василия Кандинского, Казимира Малевича, Валентина Серова, Абрама Архипова, Александра Головина, Исаака Левитана, Александра Бенуа. Довольно редкими, особенно для украинских музеев, являются произведения русских авангардистов.
Значительная часть экспозиции посвящена отечественному изобразительному искусству XX века, в частности, советскому. В ней особенное место занимают произведения живописи, графики, скульптуры, подаренные музею самими художниками — Константином Юоном, Юрием Пименовым, Мартиросом Сарьяном, Иваном Ижакевичем, Сергеем Конёнковым, Владимиром Фаворским, Евгением Вучетичем, Николаем Ромадиным, Семеном Чуйковым, Василием Касияном, Борисом Неменским и другими.
Есть в музее и собрание зарубежного искусства — памяток разных времён и народов: древнеегипетская пластика и небольшой раздел древнего искусства Индии, Японии, Китая.
Особенное место в коллекции занимает западноевропейская живопись и графика. Среди самых ценных произведений — картины голландцев, гравюры итальянского мастера XVIII века Джованни Пиранези. Есть в музее и уникальные для Украины работы Пабло Пикассо — две картины, в том числе и всемирно известный «Голубь мира», подаренные известным русским литератором Ильёй Эренбургом, и два образца «пикассовской» керамики.
В историко-этнографическом отделе музея представлены предметы местной истории и культуры: орудия труда и оружие первых поселенцев на территории Пархомовки и Краснокутского района эпохи неолита и бронзы, предметы быта ХІІ-ХІХ веков, вышивка, народная картина, керамика.